# Куусинен, Айно Андреевна
Айно Андреевна («Ингрид») Куусинен (фин. Aino Maria Kuusinen, в девичестве — Туртиайнен, фин. Turtiainen; 5 марта 1886, Савонранта — 1 сентября 1970, Хельсинки) — финская и советская коммунистка; была супругой Отто Куусинена. Репрессирована в СССР, в совокупности 15 лет провела в заключении.

## Биография
Родилась третьим ребёнком в семье, детство провела в центральной Финляндии. Вспоминала, что уже в раннем возрасте в её характере проявились упорство и решимость. Любила читать. В школе училась хорошо, затем четыре года проучилась в медучилище при хельсинкской хирургической больнице. Вскоре после окончания которого вышла замуж за инженера железнодорожного управления Лео Сарола. Однако брак оказался некрепким («Я была полна энергии, и мне был тесен обычный семейный круг», — будет вспоминать она).
В 1919 году супругам довелось однажды укрыть у себя Отто Куусинена. Затем случай свёл её с ним ещё, он начал присылать ей письма. В 1922 году попала в Москву и вышла там за него замуж. Первые годы они жили в гостинице «Люкс», затем в отдельной квартире в Кремле, после чего переехали в Дом правительства. Отпуск проводили на Кавказе.
С 1924 член РКП(б). С того же года работала в аппарате Коминтерна, в отделе информации — референтом по Скандинавии
В январе 1931 года по линии Коминтерна, по шведскому паспорту на имя Элизабет Петтерсон, была направлена в США для организационной работы в штаб-квартире Компартии США в Нью-Йорке. В июле 1933 года была отозвана в Москву.
В октябре 1933 года Разведуправлением РККА, по шведскому паспорту на имя Элизабет Хансон (по легенде — журналистка), была направлена на нелегальную работу в Японию. Сотрудничала с Рихардом Зорге. В 1935 году была вызвана в Москву, где Отто Куусинен передал ей предложение Сталина стать послом СССР в Швеции и Норвегии заместив Александру Коллонтай; однако она отвергла это предложение. В конце ноября 1937 года была отозвана в Москву.
1 января 1938 была арестована.
Отто Куусинен не делал попыток заступиться за жену[прояснить], хотя сама она во время допросов отказалась дать на него показания. (Однако их личные отношения сошли на нет уже к началу 30-х, о чём А. Куусинен рассказывает в своих мемуарах.) В мемуарах, отмечая, что от неё требовали подтвердить обвинение О. Куусинена в шпионский деятельности, А. Куусинен подчеркивала, что «не сомневалась, что Отто действовал только на благо Коминтерна и советского правительства».
Многие в одиночках сходили с ума. Следователь раз сказал мне на допросе: «Просто удивительно, что вы до сих пор не сошли с ума, как многие другие».

Я твердо решила избежать такой судьбы и составила себе программу; чтобы в одиночном заключении сохранить и сберечь себе нервы и не утратить способности говорить. Прежде всего, я научилась определять время и мысленно фиксировала каждый день и час; потом разделила каждый день на промежутки — для определенных занятий. Я во всех подробностях вспоминала виденные когда-то фильмы, прочитанные романы и путевые очерки. Придумывала разговоры с друзьями. Читала стихи, отрывки из финской литературы, которые знала в школе наизусть. Беззвучно пела песни. В разные дни я говорила сама с собой на том или ином языке — чтобы не забыть. 
В апреле 1939 года осуждена ВКВС к 8 годам ИТЛ. Отбывала срок в Воркутлаге работая медсестрой в лагерных больницах. В 1946 была освобождена из заключения с запретом проживания в тридцати девяти городах СССР, в том числе в Москве, Ленинграде, Киеве. Несколько раз арестовывалась за проживание в Москве без прописки. Безрезультатно дважды лично обращалась в Москве в посольство США с просьбой о помощи в выезде из СССР.
В конце мая 1949 года была арестована по обвинению в шпионаже в пользу США. В 1950 году была осуждена к пятнадцати годам лагерей «за контрреволюционную деятельность». Срок отбывала в одном из Потьминских лагерей ГУЛАГа. 29 августа 1955 года по постановлению Прокуратуры, МВД и КГБ СССР были отменены постановления Особого совещания при НКВД СССР от 1939 г. и 1950 г. в отношении Айно Куусинен и дела прекращены за отсутствием состава преступления.
В октябре 1955 года вернулась в Москву, где ей была выделена квартира.
После смерти Отто Куусинена в 1964 году подала прошение на выезд из СССР и получила загранпаспорт на год. Выехала в Финляндию в феврале 1965 года.
Автор мемуаров, которые она написала уже за границей. Мемуары были опубликованы согласно её завещанию только после её смерти.
Брат — Вяйне Кангас (1902—1937) — преподавал в Петрозаводске, репрессирован, расстрелян. Реабилитирован посмертно.

## Сочинения
- Before and After Stalin; a Personal Account of Soviet Russia Form the 1920s to the 1960s. Michael Joseph, London. 1974. ISBN 0-7181-1248-2
- The Rings of Destiny: Inside Soviet Russia From Lenin to Brezhnev. William Morrow And Company, New York. 1974. ISBN 0-688-00306-0.
- Jumala syöksee enkelinsä: Muistelmat vuosilta 1919—1965. — Helsinki: Otava, 1972.
  - Господь низвергает своих ангелов: Воспоминания, 1919-1965 = Jumala syöksee enkelinsä: Muistelmat vuosilta 1919–1965 / Пер. с финск. Г. Л. Прониной / Предисловие, примечание д-ра ист. наук Ф. И. Фирсова. — Петрозаводск: Карелия, 1991. — 240 с. — 70 000 экз. — ISBN 5-7545-0446-2.